# Lucien Mignon
Pour les articles homonymes, voir Mignon (homonymie).
Lucien Mignon né le 13 septembre 1865 à Château-Gontier et mort le 13 mars 1944 à Paris est un peintre, illustrateur, lithographe et pastelliste français.
Il fut l'un des premiers élèves et disciples de Pierre-Auguste Renoir.

## Biographie
Né le 13 septembre 1865 à Château-Gontier, Lucien René Mignon fréquente l'école des beaux-arts d'Angers. Il part à Paris et devient élève de Jean-Léon Gérôme à l'École des beaux-arts de Paris où il est admis en 1886.
Il expose au Salon des artistes français de 1889 une toile intitulée Une flânerie sentimentale. Il expose ensuite avec la Société nationale des beaux-arts (SNBA) à partir de 1895 des dessins et des peintures de paysages inspirés d'Angers ; il réside à cette époque à Paris au 79, rue Dulong. En 1898, à ce même Salon, il expose trois toiles dont des paysages inspirés de Fontainebleau. En 1902, il partage son temps entre la rue du Cardinal Lemoine à Paris et Montigny-sur-Loing qui lui inspire des paysages qu'il expose à la SNBA dont il est membre. En 1908, il y présente La Liseuse pour sa dernière exposition à ce Salon avant la Première Guerre mondiale.
Il travaille pour l'éditeur Édouard Pelletan, qui expose ses travaux (février 1896). Vers 1909, il quitte le 5e arrondissement de Paris et s'installe à Cagnes-sur-Mer, produisant des paysages et motifs provençaux ; il se rapproche d'Auguste Renoir dont il fait le portrait en 1913.
Le style de Mignon est très proche de celui de Renoir, et de sa période dite « ingresque »,. De cette époque date Pêches et amandes vertes, une toile exposée à Paris au musée d'Orsay.
Dans les années 1920, il continue d'exposer à la SNBA. Il a également effectué des travaux de commande pour le ministère des Travaux publics en lien avec les bâtiments historiques.
Marié, il a un fils, René, qui épouse en 1925 Jacqueline Proust, la fille du peintre et décorateur Maurice Proust (1867-1944), lequel est très lié à Lucien Mignon.
Il meurt à son domicile dans le 7e arrondissement de Paris le 13 mars 1944.

## Affaire des faux Renoir
En octobre 1919, peu avant la mort d'Auguste Renoir, un galeriste américain, M. Miller, acquiert des dessins de Mignon signés de sa main. Quelques mois plus tard, 130 dessins de Mignon ressortent sur le marché américain avec la signature de Renoir. La vente frauduleuse a lieu à New York au nom d'une supposée « baronne Zimmermann », morte en 1918. Il faut l'intervention d'experts comme Charles Lewis Hind et Joseph Pennell pour démontrer l'escroquerie : la baronne n'existait pas, et les dessins étaient bien de Mignon, lequel n'avait rien demandé.

## Œuvres dans les collections publiques

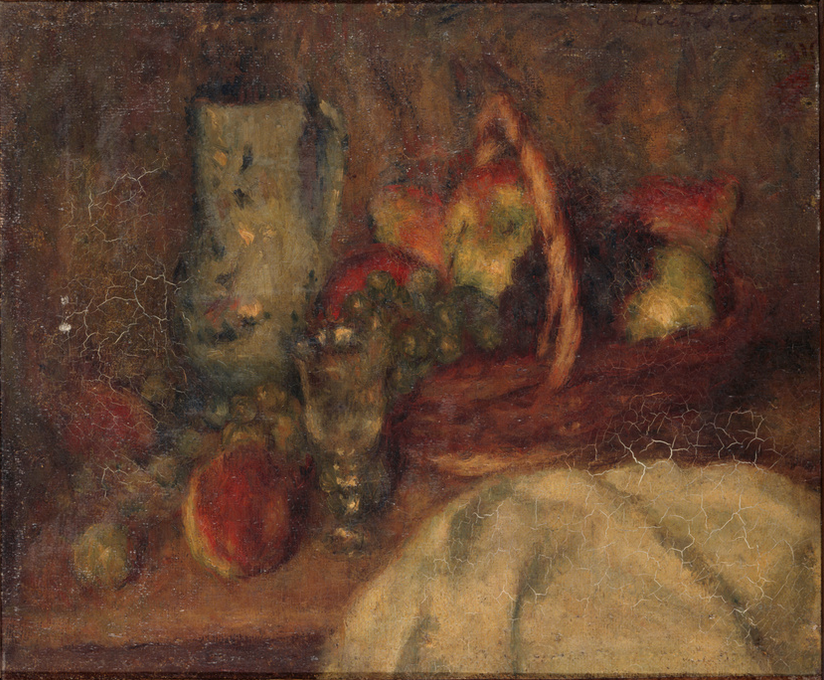
Pêches et amandes vertes (1911), huile sur toile, musée d'Orsay.

- Commentry, mairie : Les Quatre Saisons, 1925, quatre dessus de porte, huiles sur toile.
- Laval, musée du Vieux-Château :
  - Le Repas du nourrisson, 1879, dessin[12] ;
  - L'Enfant endormi, 1899, aquarelle[13] ;
  - Nature morte, vers 1900, huile sur toile[14] ;
  - Travaux d'aiguille, 1913, sanguine[15].
- Le Puy-en-Velay, hôtel de préfecture de la Haute-Loire : Nu, avant 1935, huile sur toile.
- Paris :
  - Bibliothèque nationale de France :
    - site Richelieu : Vases, Fleurs etFruits, 1926, trois dessus de porte ;
    - département des Monnaies, médailles et antiques : deux dessus de portes d'après François Boucher, 1929.

  - musée d'Orsay : Pêches et amandes vertes, 1911, huile sur toile.
- Versailles, hôtel de préfecture des Yvelines : Nu, avant 1916, huile sur toile.